# Coureur des bois

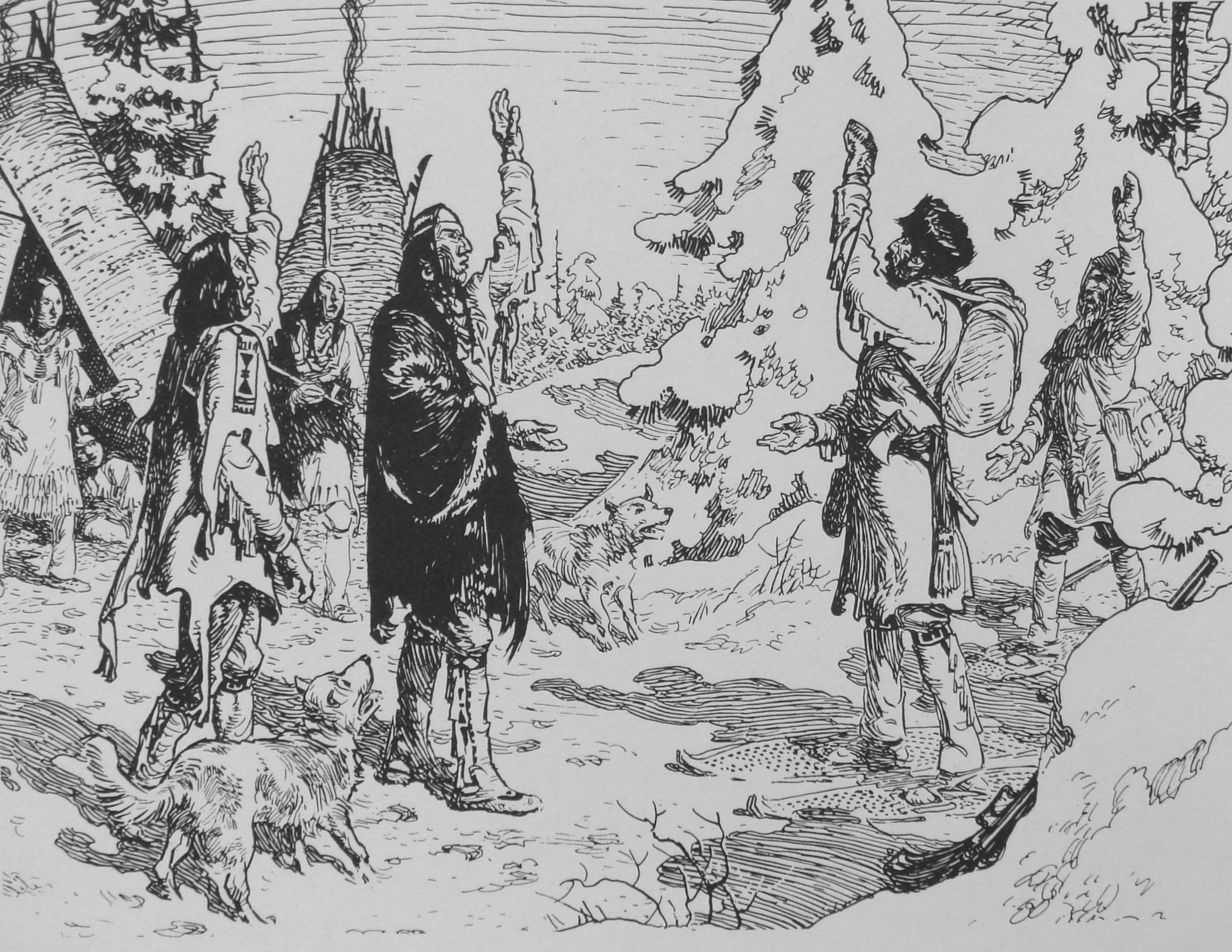
Arribada de Radisson a un campament indígena d'Amèrica del Nord, any 1660.

Coureur des bois (original en francès, que significa literalment, «corredor dels boscos») va ser el terme que se'ls va donar als primers comerciants de pells de la colònia de la Nova França des de finals del segle XVII fins a principis del xviii, en general eren aventurers descendents de colons francesos que actuaven de forma individual i sense permís de les autoritats franceses.
Posteriorment, se'ls va donar un nombre limitat de permisos per al comerç de pells (congés), amb el que es van transformar en voyageurs (literalment, en francès, «viatjants»

## Antecedents

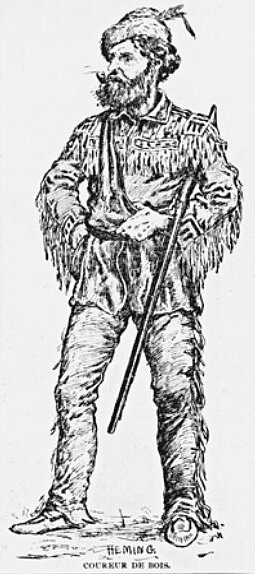
Coureurs de bois, una talla en fusta d'Arthur Heming.

Els pobles indígenes van ser essencials per al desenvolupament del comerç de pells perquè portaven les pells des de les regions de l'interior de l'Amèrica del Nord (territori francès, britànic i, més tard, nord-americà) als llocs de comerç francesos, tot i que els comerciants de pells també podien obtenir les pells endinsant ells mateixos en aquestes regions interiors. Durant les èpoques d'hostilitats amb els nadius, era més segur per als comerciants francesos que els seus aliats nadius cacessin i posessin paranys per a obtenir pells, però podien conseguir més diners aquells que estaven disposats a endinsar-se als rius i llacs interiors i poder portar de tornada les pells de castor ells mateixos. Durant temps de pau, molts homes joves de la Nova França es van sentir atrets pels alts beneficis i l'aventura del comerç. Van ser empresaris, que treballaven per a si mateixos en comptes de representar una empresa i que es coneix com a coureurs des bois («corredors dels boscos»). El 1680, aproximadament uns 500 coureurs donis bois estaven treballant a la regió del llac Superior tractant de prescindir dels intermediaris.
Durant el segle xvii el comerç de pells era molt lucratiu en la colònia de la Nova França. La competència era feroç i molts colons, partint dels assentaments al voltant de Mont-real, s'arriscaven a viatjar cap a l'oest i el nord, creuant el territori hostil dels iroquesos, per arribar al «Pays d'en Haut» o terra superior (l'àrea al voltant dels Grans Llacs ) a la recerca de paranyers nadius amb els quals comerciar. Aquests «coureurs des bois» no eren ben vists per les autoritats de Mont-real i els oficials reals, que desaprovaven que els colons abandonessin les zones rurals en desenvolupament per buscar fortuna comerciant. Les autoritats franceses preferien deixar el transport de les pells en mans dels nadius i no en les dels colons que, actuant de manera independent i sense regulació alguna, saturaven el mercat. Aquest tràfic irregular de pells també va minar el paper de Mont-real com a focus central del tràfic pelleter, on els marxants podien intercanviar pells de castor per articles com roba, mosquets o atuells de coure. Alguns comerciants il·legals també van causar problemes intercanviant pells per alcohol.
Uns quants «coureurs des bois» es van convertir personatges molt coneguts, com Étienne Brûlé (c. 1592–c. 1633), Jean Nicolet (1598–1642), Médard des Groseilliers (1618–1696), Guillaume Couture (1617/8–1701), Pierre-Esprit Radisson (1636–1710), Louis Jolliet (1645–1700), Jean-Baptiste Chalifoux i Jacques de Noyon (1668–1745).

## Relació amb els voyageurs

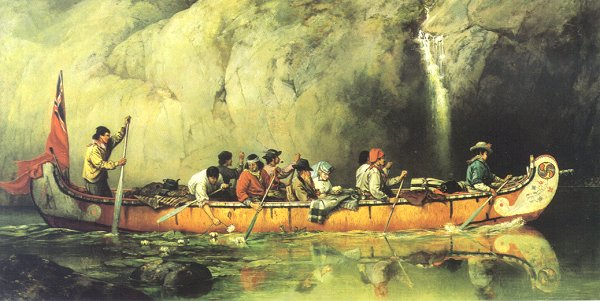
«Canoe Manned by Voyageurs Passing a Waterfall». Una obra de la pintora anglesa Frances Anne Hopkins (1838 –1919) que representa a un grup de «coureurs des bois».

En 1681 les autoritats franceses ja havien assumit que els comerciants havien d'estar controlats perquè la indústria es mantingués rendible. Per tant, van legitimar i van limitar el nombre de «coureurs des bois» establint un sistema de permisos (congés). Aquesta legalització va crear una nova generació de coureur des bois: els voyageurs, que literalment significa «viatgers». Aquest canvi de nom es va produir per la necessitat dels marxants legítims de diferenciar-se dels quals no tenien llicència. Els voyageurs posseïen un permís o estaven aliats amb un mercader de Mont-real que tenia un.
D'aquesta manera, el comerç de pells va passar a estar controlat per un petit nombre de comerciants de Mont-real. Llavors Nova França va començar una política d'expansió en un intent de dominar el comerç pelleter, i la influència francesa es va estendre cap a l'oest, el nord i el sud. Es van construir forts i llocs comercials amb l'ajuda d'exploradors i comerciants, i es van negociar tractats amb els grups natius, amb el que el comerç de pells es va convertir en una activitat organitzada i summament lucrativa. El sistema també es va anar fent més complex, i els «voyageurs», molts dels quals havien estat comerciants independents, es van anar convertint gradualment en treballadors contractats.
En la seva major part, els voyageurs formaven les tripulacions contractades per manejar les canoes que portaven béns i subministraments als llocs comercials i llocs de trobada (rendez-vous) (per exemple: Grand Portage) on eren intercanviats per les pells. Aquestes canoes circulaven al llarg de rutes ben establertes. Una vegada realitzat el bescanvi, transportaven les pells de tornada a Lachine prop de Mont-real. Alguns «voyageurs» es quedaven en el bosc durant l'hivern i transportaven les mercaderies des dels llocs d'intercanvi fins als llocs d'avançada francesos més llunyans. Aquests homes van ser coneguts com els hivernants. També ajudaven a gestionar el comerç entre les tribus natives. A la primavera transportaven les pells des d'aquestes remotes avançades als llocs de trobada. Els «voyageurs» també van servir com a guies dels exploradors (com Pierre La Vérendrye). La majoria d'aquests canoers eren francocanadencs i/o métis. Normalment provenien de l'illa de Mont-real o de senyorius i parròquies properes al Riu Sant Llorenç. Bastants eren membres de tribus índies.
Els voyageurs van ser empleats molt valorats més endavant per les companyies comercials, com la Companyia del Nord-oest (North West Company, NWC, operativa entre 1779 i 1821) i la Companyia de la Badia de Hudson (Hudson's Bay Company, HBC, fundada en 1670 i encara avui operativa). Gràcies a l'efectivitat de les seves voyageurs, la NWC va ser capaç de desafiar a la HBC i la HBC va deure emplear als seus propis voyageurs a partir de 1815 per competir amb la NWC.
Els voyageurs són figures llegendàries, especialment en el Canadà francès, herois populars que són festejats en el folklore i en cançons. La realitat de les seves vides era més aviat la d'un treball molt dur. Per exemple, havien de ser capaços de carregar amb dos fardells de pells de 40 kg; molts van sofrir d'hèrnies més que de qualsevol altra lesió.
Els voyageurs que només remaven entre Mont-real i el Grand Portage, van ser coneguts com els «menjadors de porc» (mangeurs de lard) per la seva dieta, moltes vegades consistent en carn de porc salada. Avui dia es considera un apel·latiu despectiu. Aquells que hivernaven i menjaven de la terra (principalment peix, pemmican i rubaboo) eren anomenats «homes del nord» (hommes du nord) o «invernants» (hivernants). Es creu que els voyageurs treballessin fins a 14 hores diàries i remaven a un ritme de 55 paletades per minut. Pocs sabien nedar i molts es van ofegar en els ràpids o quan van ser sorpresos per les tempestes mentre travessaven els grans llacs. Els llocs pels quals de vegades calia transportar per terra les canoes i les rutes s'indicaven sovint mitjançant un codi de senyals propis en els arbres, amb branques tallades just sota la copa.